# دوردي رادوفانوفيتش
دوردي رادوفانوفيتش هو لاعب كرة قدم صربي في مركز الوسط، ولد في 6 مايو 1993 في بلغراد في صربيا. شارك مع منتخب صربيا تحت 19 سنة لكرة القدم. أما مع النوادي، فقد لعب مع نادي أونياو دا ماديرا ونادي تشوكاريتشكي.

## وصلات خارجية
- دوردي رادوفانوفيتش على موقع الاتحاد الأوربي (الإنجليزية)
- دوردي رادوفانوفيتش على موقع قاعدة بيانات كرة القدم.إي يو (الإنجليزية)
- دوردي رادوفانوفيتش على موقع Soccerbase.com (لاعب) (الإنجليزية)
- دوردي رادوفانوفيتش على موقع Soccerway.com (الإنجليزية)